# Castell d'Eramprunyà
El castell d'Eramprunyà és un recinte en ruïnes del municipi de Gavà (Baix Llobregat), declarat bé cultural d'interès nacional.

## Història
El castell és citat per primera vegada l'any 957, tot i que documents posteriors indiquen que ja existia en època del comte Sunyer de Barcelona. Va ser la seu d'un terme (el terme del castell d'Eramprunyà) en època medieval que va arribar a controlar els actuals territoris de Gavà, Begues, Castelldefels, Sant Climent de Llobregat, Viladecans i una part de Sant Boi de Llobregat, Sitges i Olivella.
Construït com a part del sistema defensiu de la frontera entre l'Àndalus i l'Imperi carolingi i com a seu de control polític i econòmic i militar en la zona entre el Garraf i el Llobregat, va ser propietat dels comtes de Barcelona fins al 1323. Al segle xi, de resultes de la revolta feudal, es constituí el senyoriu d'Eramprunyà, en mans de la nissaga de Mir Geribert, els Sant Martí. Al segle xiii el castell tornà a la corona d'Aragó. El 1323, el castell i la jurisdicció del lloc fou adquirida pel banquer Pere Marc, d'una família de cavallers i poetes, per 120.000 sous barcelonins que lliurà al rei Jaume II, mancat de recursos per a iniciar la conquesta de Sardenya. El 1469, durant la Guerra Civil catalana, va patir la primera destrucció, ja que fou bombardejat amb bombardes per les tropes de la Generalitat, cosa que deixà el castell molt malmès. Tot i així, se succeeixen diferents famílies en la possessió del castell i la baronia d'Eramprunyà. A finals del segle xix és adquirit per un altre banquer, Manel Girona, promotor de l'acabament de la façana de la catedral de Barcelona.
L'any 2007, l'Ajuntament de Gavà adquirí el conjunt del castell i a partir de 2010 es van endegar diferents fases de consolidació i adequació del conjunt per a la visita pública. Aquestes actuacions han anat acompanyades d'una recerca documental i arqueològica que ha permès ampliar el coneixement que fins ara es tenia sobre aquest castell.
Pel que fa a l'església, la casa de Sant Miquel d'Eramprunyà (domum s. Michaelis in Erapruniano) és citada al testament de Galí de Santmartí, vicari comtal a Eramprunyà, que va ser dictat el 977 i jurat pels seus marmessors el 981. El 1074 l'església se cita com a parròquia. Al segle xii (1129, 1141), hi ha diverses deixes per a l'obra de Sant Miquel d'Eramprunyà. Al segle xiv ja no tenia cementiri. La parròquia s'havia traslladat a Sant Pere de Gavà, de la qual la de Sant Miquel d'Eramprunyà esdevindria sufragània.

### El castell en l'Album Pintoresch
Entre 1878 i 1879 es publica, en fulletons mensuals, l'Album Pintoresch-Monumental de Catalunya, una edició luxosa promoguda per l'Associació Catalanista d'Excursions Científiques. Es tracta d'un volum de gran format il·lustrat amb heliogravats de notable qualitat acompanyats de sengles textos explicatius, escrits per diferents experts en el monument o l'indret descrit. L'Album Pintoresch presenta algunes construccions romàniques;
comença amb un Prólech signat per Manel Milá y Fontanals i es divideix en vint-i-quatre monografies en què catorze experts en els respectius àmbits tracten els llocs.
Jacint Torres i Reyató escriu el capítol "XXVII. Gavá. Lo Castell d'Aramprunyá".
| « | La que fou casa-castell es avuy dia bastant deteriorada, veyents' hi encara evidents senyals de fortificació, y es utilisada pera habitació de sos masovers. Devant de sa entrada hi ha una antiga capella nomenada de Sant Miquel, que per sa volta de canó seguit en ogiva molt rebaixada y altres indicis, sembla perteneixe á últims del segle xi ó principis del XII; algunas transformacions qu' ha sofert han alterat sa típica fesomia arquitectónica. Hem de manifestar qu' aquests y demés restos de la Edat mitjana que per allí 's veuhen, tenen més importancia pera l'arqueólech ó curiós que sab endevinar per ells l'estat de l'entera construcció de que formavan part y pera 'l poeta, que hi puga trobar motius ab que estendre 'l vol de sa fantasia, que no pera l'artista que hi busqui riquesa de detalls arquitectónichs pera lluhiment de son llapis ó son pinzell. | » |

Assenyala les sepultures antropomòrfiques arran de la capella del castell:
| « | Inmediats á la capella hi ha varios sepulcres oberts en la mateixa roca […] Creyem que llur origen es cristià atenent principalment á que molts de semblants ò iguals se 'n trovan en llochs distingits desd' antichs temps ab lo nom de Sant Miquel, baix qual advocació eran posadas en l' Edat mitjana las capellas dels cementirs. Y encara que no falta qui 'ls atribuheix á las colonias fenicies ó altres […] debem afirmarnos en nostra humil opinió, tenint en compte lo que acabem de dir, y no sabent que 'ls fenicis haguessen may arribat á determinadas localitats de Inglaterra y d' Alemanya (Saxonia), en algunas de quals iglesias se conservan sepulturas que, encara qu' escavadasdas en grans trossos completament despresos de la mateixa roca ó pedrera, sou parescudas ó iguals per llur contorn ab las d' Aramprunyá. | » |

Igual que lliga les tombes olerdolanes d'Eramprunyà amb les de «Cervelló, Olérdula, Sant Pere de Casserras y altres punts de Catalunya», lliga aquesta fortalesa amb la d'Olèrdola en els temps del príncep d'Olèrdola:
| « | Per documents de mitjans del segle xi, consta que 'ls castells d' Aramprunyá y d' Olérdula foren encarregats per los Comtes de Barcelona, Ramon Berenguer y sa muller Almodis (any 1059), á Mir Geribert de Sant Martí, á sa esposa Guila y al fill que 'ls succehís, després de haverlos perdonat las rebelions comesas diversas vegadas […] contra la soberana autoritat dels Comtes. | » |

Dona dades històriques, administratives i culturals del castell i finalitza amb la visió d'una romeria al santuari de Nostra Senyora de Brugués, «que s'alsa sobre una reduhida carena al peu del castell»:

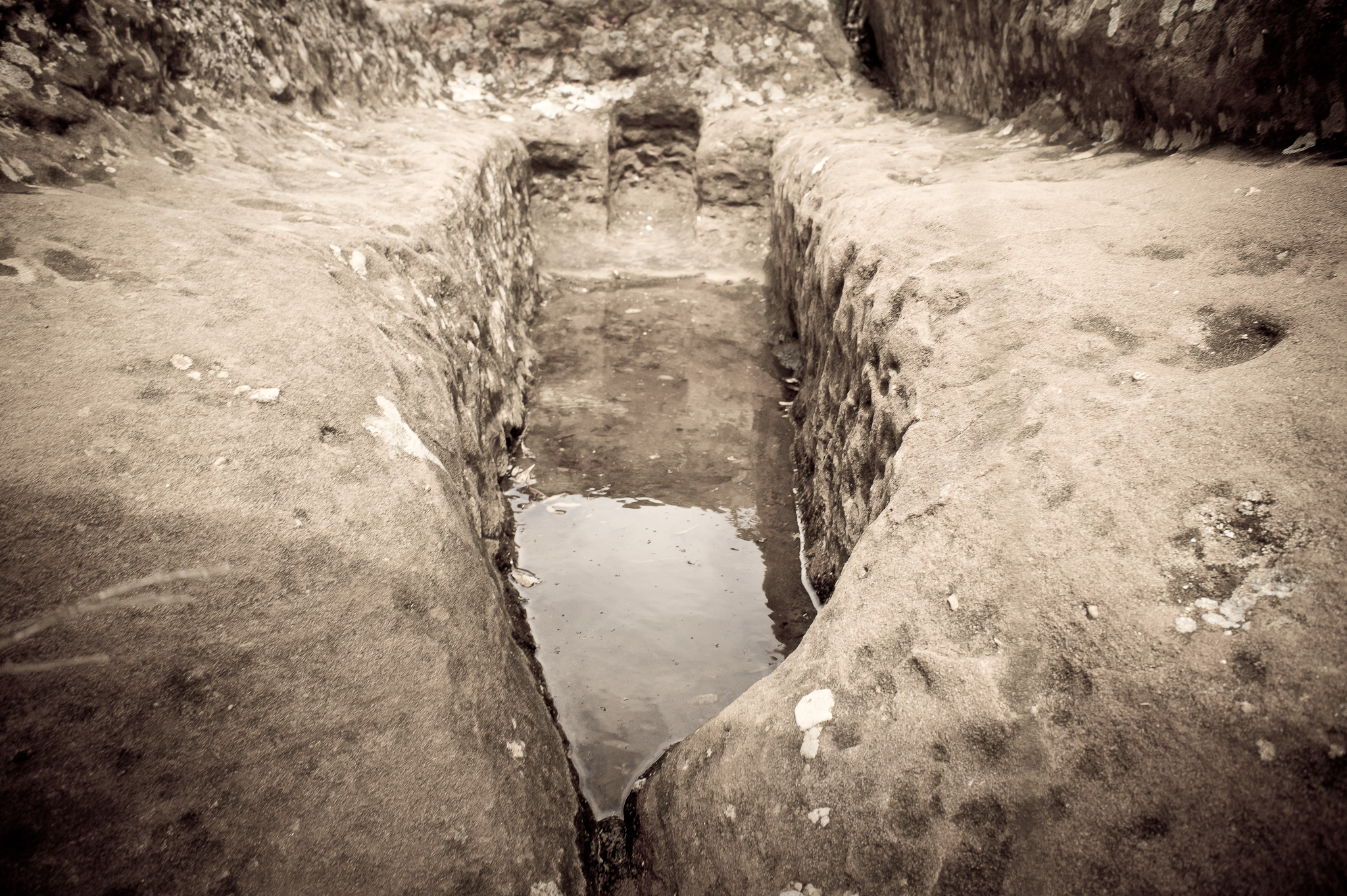
Detall d'una de les tombes antropomorfes del castell

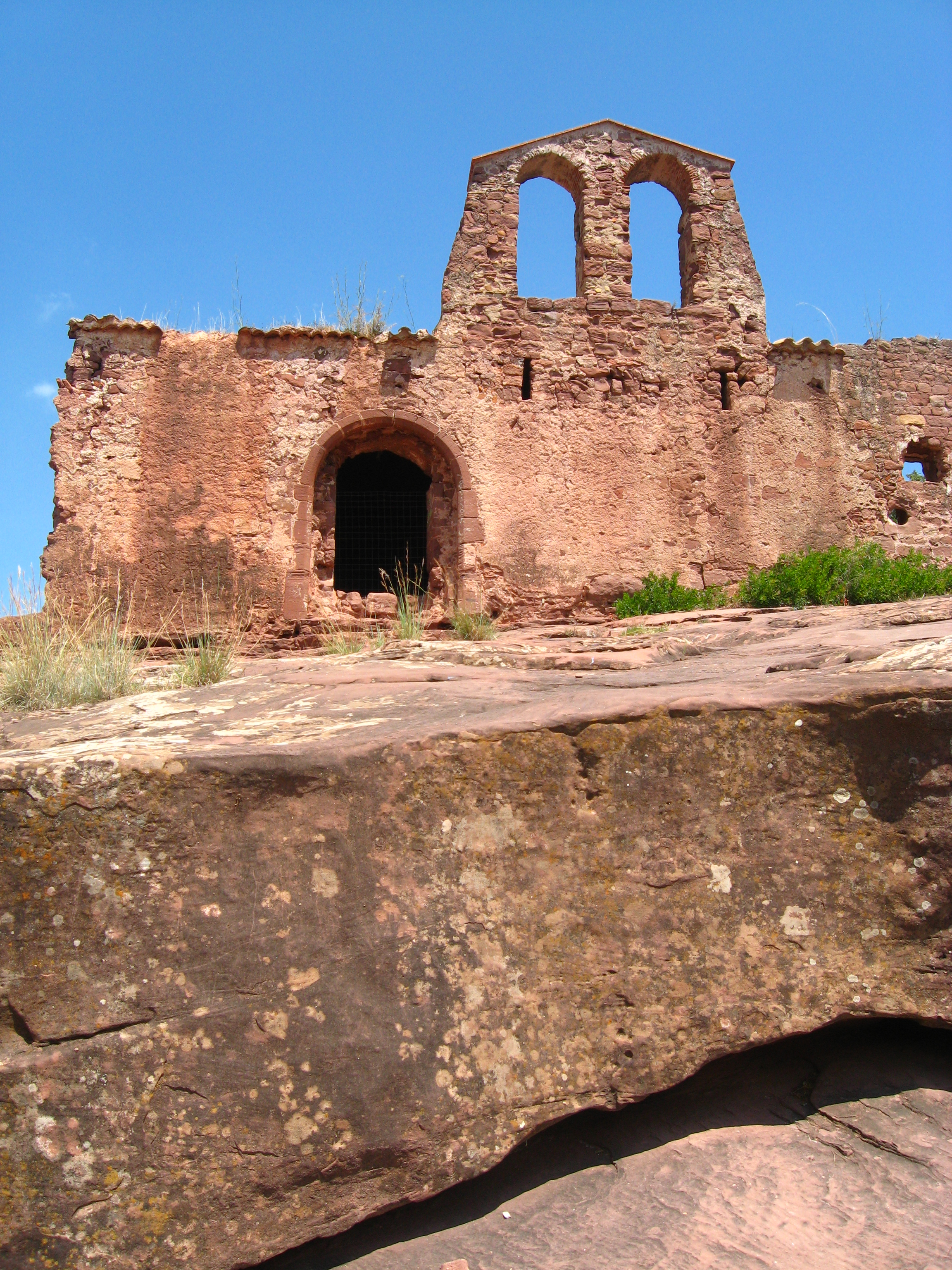
Ruïnes de l'església

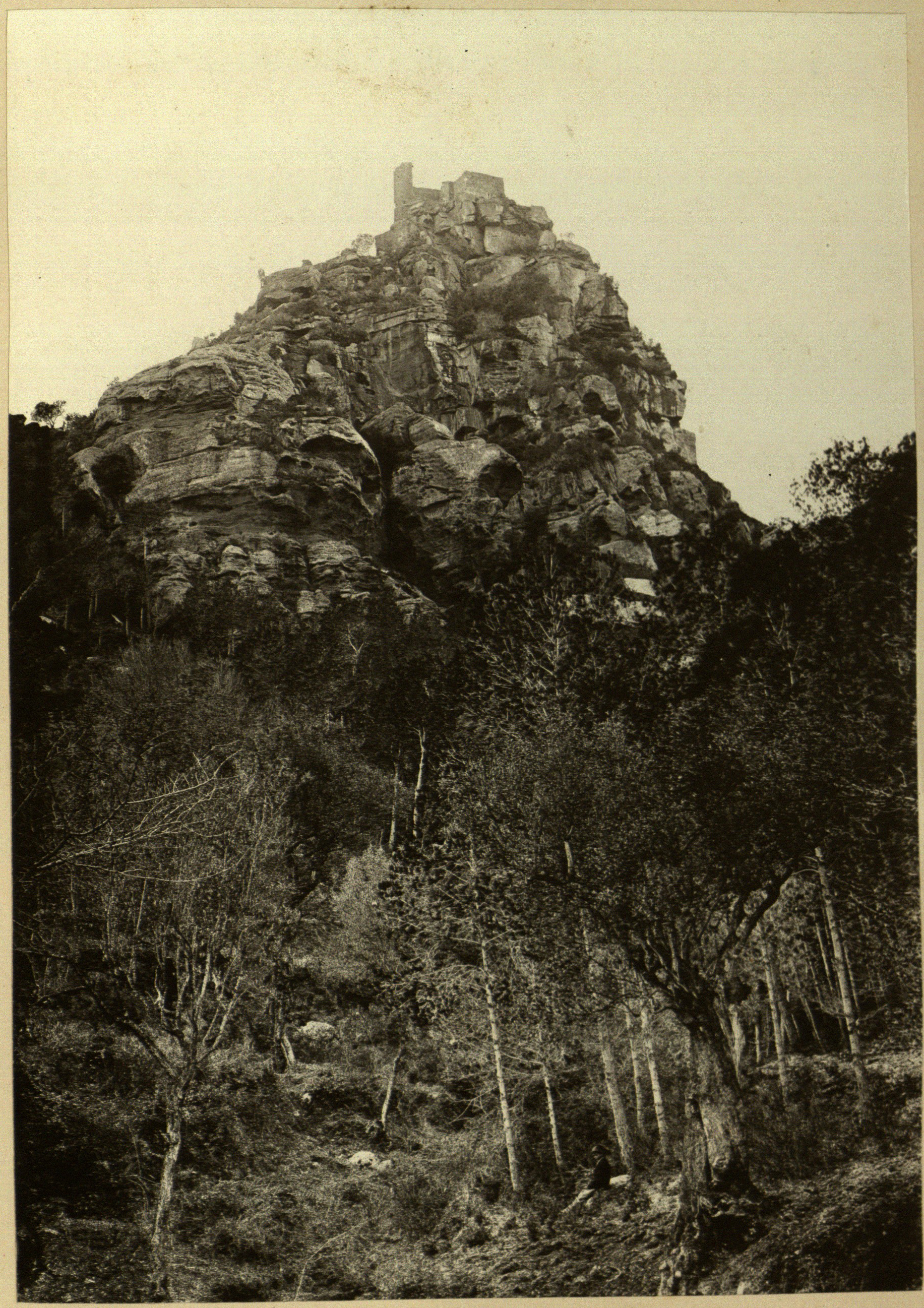
Estampa 22. Castell d'Eramprunyà

| « | Bonich es llavors contemplar desd' aquest lo animadíssim cuadro que ofereixen aquells fondals, cuberts de bosch, d'arbossos y d'espessas ginesteras en flor […] los crits de las alegras collas que van compareixent […] ab la barretina sobre l'espatlla. | » |

## Descripció
Les restes del castell són dalt d'una muntanya entre penya-segats amb magnífiques vistes del delta del Llobregat i part del Garraf. El conjunt consta de tres recintes fortificats: el principal o superior situat a 402 metres d'altitud on hi ha les ruïnes del castell palau gòtic–, el jussà situat a 392 m –on hi ha l'ermita de Sant Miquel d'Eramprunyà, d'estil romànic, tot i que transformada–, i l'exterior a 319 m –on es pot veure una part important de l'antiga muralla. Al recinte principal, envoltat per murs que en molts trams tenien 50 cm de gruix fets amb petits carreus, s'hi accedia a través d'un pont de pedra (actualment es fa per una passera de fusta). El baluard que defensava el portal té un gruix de 90 cm al parament més meridional.
La capella de Sant Miquel d'Eramprunyà és un edifici d'una sola nau. Originàriament era parròquia castral, i presenta paraments amb múltiples fases de construcció. S'hi distingeixen tres etapes. Una primera, preromànica, de la qual resten els murs laterals interiors. Una altra de romànica, de la qual resten els murs laterals exteriors i l'arrencada de la volta de canó de l'antic absis. I una tercera de moderna, de la qual resten les parets frontal i posterior, i la coberta amb volta, característica del gòtic renaixentista, de factura molt modesta. Al voltant de l'ermita, es poden veure tombes antropomorfes i també una inscripció a la roca realitzada per Jaume March I, senyor d'Eramprunyà, al segle xiv. També hi ha una inscripció del segle xii, i una altra del segle xviii, sobre els sometents de guàrdia al castell. El temple romànic data de la primera meitat del segle xii, tot i que potser aprofita una paret (S) més antiga.